# Lund (stad in Skåne)

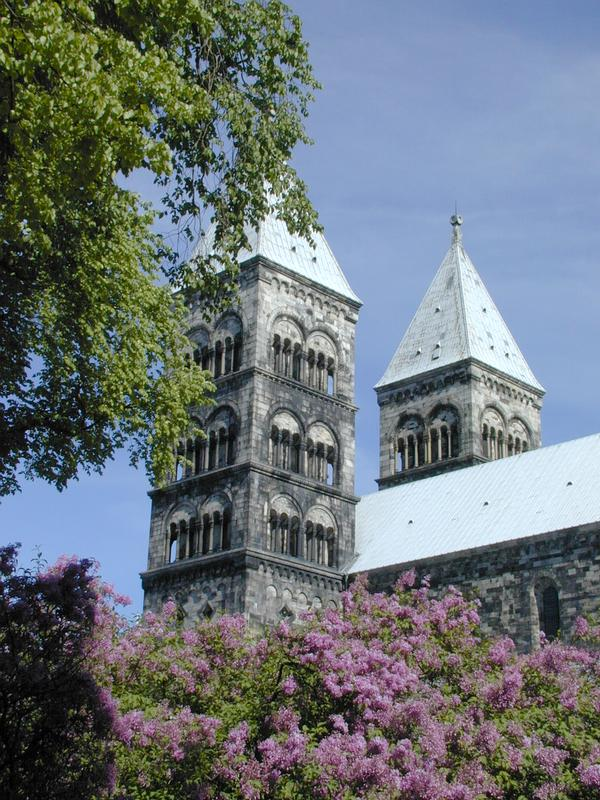
De Dom van Lund

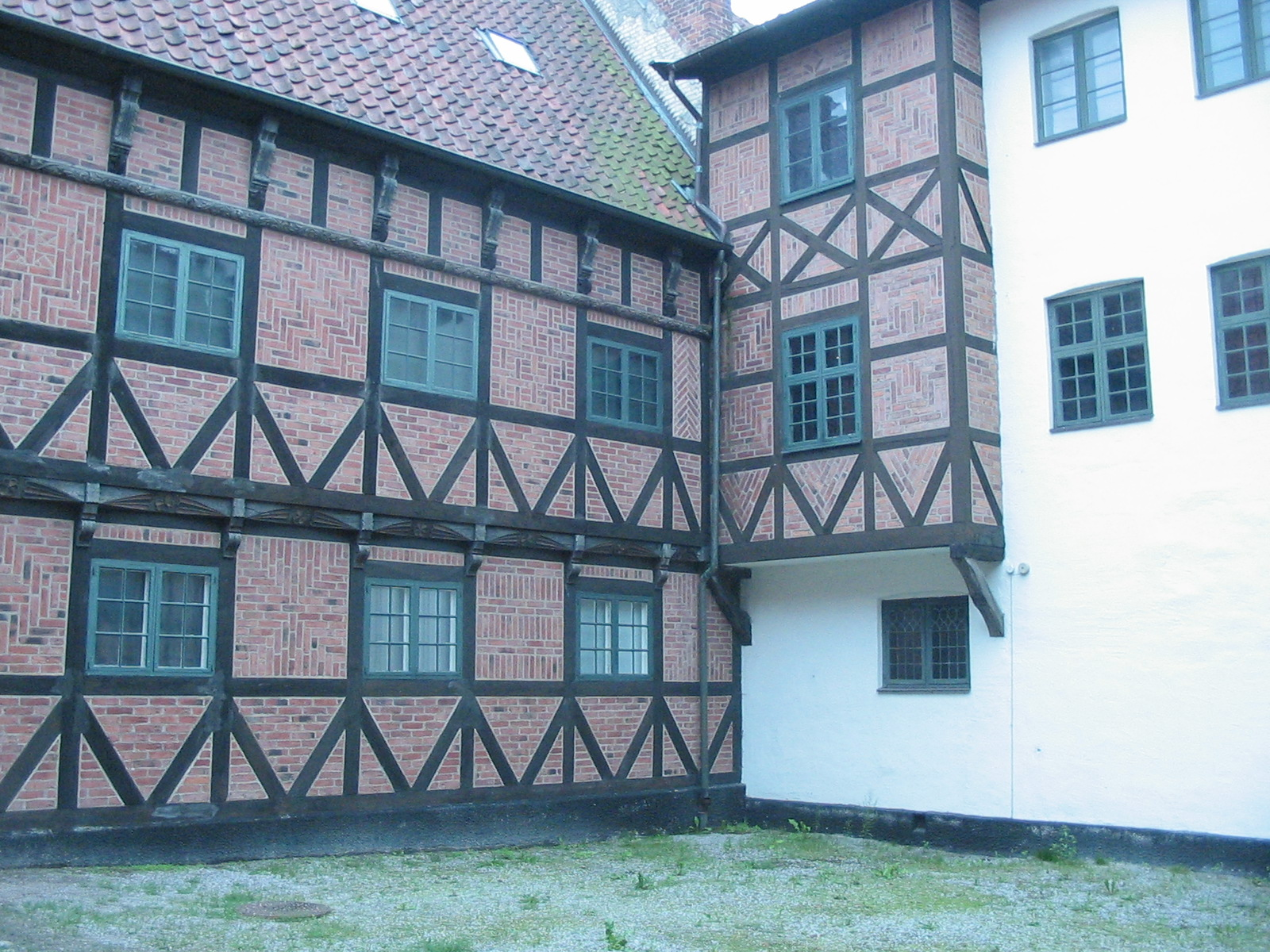
Openluchtmuseum Kulturen

Lund is de hoofdplaats van de gemeente Lund in het Zweedse landschap Skåne en de provincie Skåne län. De plaats heeft 82.800 inwoners (2010) en een oppervlakte van 24,99 km².
Lund bestaat al sinds ca. 990. Het huist 27 kerken en kloosters waarvan enkele nu tot musea behoren. De grootste, de Domkerk ter ere van Sint-Laurentius, werd in 1123 opgeleverd.
Lund heeft een universiteit met 45.000 studenten en verscheidene musea.
Het openluchtmuseum Kulturen is een er van en is gehuisvest in een origineel oud gedeelte van de stad. In veel van de oude huisjes zijn echter moderne tentoonstellingen.
In Lund zijn vele straten nog in renaissancestijl gebouwd en zo gelaten.

## Geschiedenis
Lund is in het jaar 1020 gesticht door Knoet de Grote. Vanaf 1104 was Lund de zetel van de aartsbisschop van heel Scandinavië en Finland. In 1536 werd dit aartsbisdom weer opgeheven. Lund had in de geschiedenis veel te lijden van oorlogen tussen Denemarken en Zweden, maar vanaf 1658 bleef de stad Zweeds. De Universiteit van Lund werd gesticht in 1666.

## Verkeer en vervoer
Bij de plaats lopen de E22, Riksväg 16, Länsväg 102, Länsväg 103 en Länsväg 108. Vier kilometer verder ligt ook de E6/E20.
Ook heeft Lund een station aan de spoorlijnen Malmö - Billesholm en Katrineholm - Malmö.
In 2020 kwam de tram van Lund in bedrijf, een 5,5 kilometer lange tramlijn die het station Lund-Centraal en het stadscentrum verbindt met het universitair ziekenhuis, diverse instituten van de Universiteit van Lund, de Technische Hogeschool LTH en het Science Village (onderzoekscentrum ESS).

## Bezienswaardigheden
- Domkerk met het planetarium van Lund
- Lundagård
- Kulturen, openluchtmuseum
- Historisch museum
- Kapittelhuis
- Kunsthall
- Raadhuis
- St. Peters klosterkyrkan

Eens in de vier jaar wordt in Lund het festival Karneval gehouden, dat publiek trekt uit de gehele provincie.

## Demografie
| Jaar | Aantal inwoners |
| ---- | --------------- |
| 1570 | 817             |
| 1610 | 1 145           |
| 1650 | 1 535           |
| 1690 | 1 251           |
| 1730 | 1 530           |
| 1770 | 2 078           |
| 1810 | 3 100           |
| 1850 | 6 709           |
| 1890 | 15 023          |
| 1930 | 24 520          |
| 1950 | 34 039          |
| 1970 | 52 359          |
| 1995 | 71 450          |
| 2005 | 76 188          |

## Geboren
- Carl Fredrik Hill (1849–1911), kunstschilder en tekenaar
- Elin Wägner (1882-1949), schrijver, journalist, suffragette en pacifist; lid van de Zweedse Academie
- Agne Holmström (1893-1949), atleet
- Kai Siegbahn (1918-2007), natuurkundige, hoogleraar en Nobelprijswinnaar (1981)
- Max von Sydow (1929-2020), acteur en regisseur
- Göran Sonnevi (1939), dichter (en vertaler)
- Mecka Lind (1942), schrijfster
- Mikael Håfström (1960), scenarioschrijver en regisseur
- Martin Dahlin (1968), voetballer
- Jakob Cedergren (1973), acteur
- Fredrik Henge (1974), golfer
- Axwell (1977), diskjockey
- Joachim Johansson (1982), tennisser
- Linus Thörnblad (1985), atleet
- Louise Stahle (1985), golfprofessional
- Måns Zelmerlöw (1986), zanger
- Joel Ekstrand (1989), voetballer
- Ivo Pękalski (1990), voetballer
- Armin Gigović (2002), voetballer
- Sterre Sijmons (2004), voetbalster

## Sport
Verenigingen:
- Voetbal: Lunds BK en Lunds BoIS
- IJshockey: Lund Giants HC
- Tafeltennis en atletiek: IFK Lund
- Handbal: H 43 Lund, LUGI

## Trivia
- Op 31 oktober 2016 werd in de kathedraal van Lund de jubileumviering in verband met 500 jaar Reformatie (Ook Lutherjaar) met een gebedsdienst ingezet in aanwezigheid van vele lutherse bisschoppen,paus Franciscus en het Zweedse koningspaar.